# Ixodonerium
Ixodonerium es un género monotípico de fanerógamas de la familia Apocynaceae. Contiene una única especie: Ixodonerium annamense Pit.. Es originaria de Vietnam.

## Taxonomía
Ixodonerium annamense fue descrita por Charles-Joseph Marie Pitard-Briau y publicado en Flore Générale de l'Indo-Chine iii: 1228. 1933.